# Robert Shaw (director)
Robert Lawson Shaw (Red Bluff, California; 30 de abril de 1916 - New Haven, Connecticut; 25 de enero de 1999) fue un director de coro y director de orquesta estadounidense especialmente conocido por su trabajo con la coral de su propio nombre, con el Coro y la Orquesta de Cleveland y con el Coro y la Orquesta Sinfónica de Atlanta.

## Biografía
Shaw nació en Red Bluff (California). En 1941, fundó la Collegiate Choral. En 1945, este coro interpretó la Novena Sinfonía de Ludwig van Beethoven con la Orquesta Sinfónica de la NBC y bajo la dirección de Arturo Toscanini, quien observó: «En Robert Shaw he encontrado por fin al maestro que he estado buscando». Shaw continuó preparando los coros para Toscanini hasta marzo de 1954, cuando interpretaron el Te Deum de Verdi y el prólogo de Mefistofele de Boito. 
Fundó la Coral Robert Shaw en 1949, un grupo que realizó numerosas grabaciones para el sello RCA Records hasta su nombramiento como director titular de la Orquesta Sinfónica de Atlanta. El coro visitó treinta países en giras patrocinadas por el Departamento de Estado de los Estados Unidos. Shaw fue nombrado director musical de la Orquesta Sinfónica de San Diego en 1953 y sirvió en ese puesto durante cuatro años. Desde 1967 hasta 1988 fue director musical y director de la Orquesta Sinfónica de Atlanta. En 1970, fundó el Coro de la Orquesta Sinfónica de Atlanta.
Tras dejar su puesto como director titular en Atlanta en 1988, Shaw continuó dirigiendo la Orquesta Sinfónica de Atlanta en calidad de Director Musical Emérito y Director Laureate, fue con asiduidad director invitado con otras orquestas, incluyendo la de Cleveland, e impartió clases en una serie de festivales de verano y en talleres en Carnegie Hall de dirección coral y para cantantes. 
Aunque fue destacado en el repertorio clásico, Shaw apenas se limitó a ese género. Su discografía también incluye grabaciones de sonidos del mar, música sacra y espirituales, música popular irlandesa y, en particular, álbumes de Navidad que se han vendido desde su puesta a la venta. 
En reconocimiento de su gran influencia en la música coral masculina, el 26 de febrero de 1965 fue galardonado con el prestigioso Premio al Mérito The University of Pennsylvania Glee Club.
Shaw murió en New Haven (Connecticut) de un accidente cerebrovascular.

## Grabaciones
Grabó muchos de los grandes obras corales-orquestales en más de una ocasión, y sus interpretaciones o ejecuciones de El Mesías de Haendel, de la Misa en si menor de Bach, de la Missa Solemnis de Beethoven, del Carmina Burana  de Carl Orff, y otras obras maestras son de las mejores que hay. 
Shaw grabó para una variedad de sellos, que comienza con un solo registro para el británico Decca Records. Desde finales de la década de 1970, la mayoría de sus grabaciones aparecieron en el sello Telarc. Su última grabación fue para Telarc y se trató del Stabat Mater de Antonín Dvořák, con la Orquesta Sinfónica de Atlanta, coro y solistas.

## Galardones
A lo largo de su dilatada carrera, Shaw recibió 14 Premios Grammy, cuatro Premios ASCAP por servicio a la música contemporánea, la primera Beca Guggenheim jamás otorgada a un director de orquesta, el Premio Ditson de Dirección de Orquesta para el servicio a la música en Estados Unidos, la Medalla George Peabody, la Gold Baton Award de la Orquesta Sinfónica Amrericana, la Medalla Nacional Americana de las Artes, Oficial de la Orden de las Artes y las Letras , el Premio Gramophone de Inglaterra, y en 1991 fue homenajeado en el Kennedy Center Honors.